# Fritz Felix Piepes
Fritz Felix Piepes (ur. 15 kwietnia 1887 w Pradze; zm. 20 stycznia 1983 w Seattle) – austriacki tenisista reprezentujący Cesarstwo Austrii. Dwukrotny olimpijczyk – startował na igrzyskach w Londynie (1908) i Sztokholmie (1912). Startował w olimpijskich turniejach singlowych i deblowych. Jego największym osiągnięciem było zdobycie srebrnego medalu olimpijskiego w grze podwójnej na korcie otwartym, w parze z Arthurem Zborzilem, w 1912 roku.

## Występy na letnich igrzyskach olimpijskich

### Gra pojedyncza
| Igrzyska | Konkurencja  | 1/64 finału            | 1/32 finału           | 1/16 finału         | 1/8 finału | Ćwierćfinał | Półfinał | Finał/Mecz o trzecie miejsce | Klasyfikacja końcowa |               |
| Igrzyska | Konkurencja  | Rywal                  | Rywal                 | Rywal               | Rywal      | Rywal       | Rywal    | Rywal                        | Klasyfikacja końcowa |               |
| -------- | ------------ | ---------------------- | --------------------- | ------------------- | ---------- | ----------- | -------- | ---------------------------- | -------------------- | ------------- |
| LIO 1908 | kort otwarty |                        | —                     | Oscar Kreuzer P 0:3 | NQ         | NQ          | NQ       | NQ                           | NQ                   | Miejsca 27-31 |
| LIO 1912 | kort otwarty | Otto Lindpainter W 3:0 | Lionel Tapscott P 3:2 | NQ                  | NQ         | NQ          | NQ       | NQ                           | Miejsca 33-64        |               |

### Gra podwójna
| Igrzyska | Konkurencja  | Partner        | 1/16 finału                 | 1/8 finału | Ćwierćfinał                  | Półfinał               | Finał/Mecz o trzecie miejsce | Klasyfikacja końcowa |
| Igrzyska | Konkurencja  | Partner        | Rywal                       | Rywal      | Rywal                        | Rywal                  | Rywal                        | Klasyfikacja końcowa |
| -------- | ------------ | -------------- | --------------------------- | ---------- | ---------------------------- | ---------------------- | ---------------------------- | -------------------- |
| LIO 1908 | kort otwarty | Arthur Zborzil | —                           | —          | J. Ritchie J. Parke P 0:3    | NQ                     | NQ                           | Miejsca 9-16         |
| LIO 1912 | kort otwarty | Arthur Zborzil | T. Smith H. Bjørklund W 3:0 | wolny los  | W. Boström C. Benckert W 3:1 | A. Canet É. Mény W 3:2 | H. Kitson Ch. Wonslow P 1:3  | srebro               |